# Goeroe Tegh Bahadur

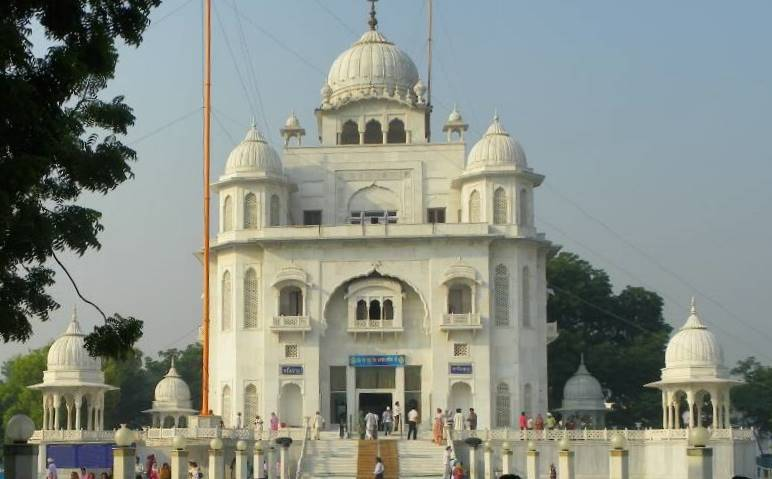
Tempel Gurdwara Rakabganj Sahib te Delhi

Goeroe Tegh Bahādur (Gurmukhi: ਸ੍ਰੀ ਗੁਰੂ ਤੇਗ ਬਹਾਦਰ ਜੀ, Devanagari: स्री गुरु तेग बहादर ी) (1 april 1621, Amritsar, Punjab, India – 11 november 1675, Delhi) was de negende en op-één-na-laatste goeroe van de sikhs. Hij werd benoemd tot goeroe op 20 maart 1665 en was de opvolger van Goeroe Har Krisjan, een ver familielid. Tegh Bahādur werd opgevolgd door Goeroe Gobind Singh.
Na het korte leven van Har Krisjan moest een geschikte opvolger worden gevonden. Er werd een verkiezing gehouden in het dorp Bakāla. Er waren 22 kandidaten. De keuze viel op Tegh Bahādur, omdat hij de minste hebzucht toonde van alle kandidaten, een goede eigenschap voor sikhs.
Tegh Bahādur was de tweede sikh-martelaar. Hij werd op zijn reis naar Delhi door Mogols gearresteerd. Deze probeerden hem te bekeren tot de islam, maar Tegh Bahādur weigerde. Zelfs na gemarteld te zijn bleef Tegh Bahādur bij zijn geloof. Als straf werd hij onthoofd. Een loyale sikh nam het hoofd van de goeroe terug naar Anandpur.
Nanak · Angad  · Amar Das  · Ram Das · Arjan  · Hargobind · Har Rai  · Har Krisjan · Tegh Bahadur · Gobind Singh